# X 우주
X 우주는 EGOSOFT사가 개발하고 딥 실버가 발행한 싱글 플레이 우주 무역 및 우주 전투 시뮬레이션 게임시리즈의 배경무대이다. 여러 종족이 우주 곳곳에 연결된 점프게이트로 이동하며 X 우주란 무대를 만들고 있다.

## X 우주

### 종족
X³는 주요 5종족이 이끌어 나간다. 주요 5종족은 아르곤(Argon), 보론(Boron), 파라니드(Paranid), 스플릿(split), 텔라디(Teladi)이며, 또 부 3종족인 제논(Xenon), 카악(Kha`ak), 그리고 테란(Terran)이다.
테란과 아르곤은 인간이며, 아르곤은 테란의 후예이다. 테란은 즉 지구의 인류들을 말한다. 보론은 물 속에서 진화해온 생명체이며, 파라니드는 뜨겁고 더운 행성에서 진화해왔고, 스플릿은 독성이 가득찬 쟃빛 행성에서, 텔라디는 대륙 대신 거대한 늪을 가진 행성에서 진화해왔다. 제논은 테란의 부산물이며, 기계들이다. 카악은 정체불명의 종족이고, 테란은 인류의 고향인 지구의 인류를 말한다.

## X³세계관

### 아르곤
아르곤은 인류이다. 그들의 고향행성은 다름 아닌 지구로, 인류가 우주로 진출하고 지구로 돌아가지 못한 자들의 후손들이다.
아르곤은 강인한 종족이며, 이런 이점으로 그들은 여러 우주에 식민지를 세울 수 있었다. 하지만 다소 비우호적이며, 낯선 이들을 경계하지만 매우 독립적이고 끈기있는 종족이다.
하지만 수도의 아르곤 프라임사람들은 변방 행성사람들보다 훨씬 문명화되어 있으며, 예의 바르다. 주요5종족중에서 가장 나은 수준높은 기술들을 자랑한다.
아르곤의 선조들은 지구로 돌아가는 유일한 게이트가 파괴되자 지구로 돌아가는 것이 불가능하다는 것이 알고 고립된 인류는 새 시대를 열기 위해 지구에 대한 기록을 모두 삭제하기로 결정한다. 하지만 몇몇 사람들이 이와 같은 결정에 불만을 가졌지만 몰려드는 Terraformer, Xenon과의 싸움으로 인해 시간이 흐르면서 잊혀졌다.
많은 시간이 지난 후, Taurus에서 대략 12 점프거리에 있는 거대한 행성이 발견된다. 이 행성은 인간이 살기 적합한 행성이였고 많은 사람들이 그 곳으로 이주하였다. 이 태양계의 항성은 Sonra라고 불렸고, 이 행성은 손라(Sonra)의 4번째 행성이었기 때문에 Four 라고 불렸다. 후에 Nathan R. Gunne를 기리기 위하여 R. Gunne를 소리나는 대로 쓴 Argon이라고 이름 붙여졌다. 아르곤 식민지들은 행성 연방국가(The United Planetary Federation)로 그룹을 지었고, 후에 아르곤 연방정부(The Argon Federal Government)로 불리며 수도 Argon Prime의 지배를 받았다.

### 보론
보론은 매우 본성이 착하고 우호적인 종족이다. 그들은 물 속에 살며, 6개의 수족을 가지고 있다. 그 중에 4개의 수족은 다른 2개의 수족보다 훨씬 튼튼하다. 또한 6개의 수족제외하고 매우 많은 작은 촉수들을 가지고 있다.
길다란 주둥이를 가지고 있고 긴 몸체에 맨 위에 커다란 두 눈을 가지고 있다. 그들은 4개의 주 촉수를 맞잡아서 물건을 집을 수 있다. 또한 그들은 같은 물 속에 다른 보론인의 RNA 분자를 맞봄으로서 서로의 감정을 확인할 수 있다. 즐거울때는 두 눈을 가운데로 모으는데 이것이 그들의 웃음방식이다. 그들은 제3이 성별인 Lar가 있으며, Lar은 매우 지능이 높고 의회와 왕가의 중요한 직책을 맡는다. 타종족들은 구별하지 못한다. 그리고 그들은 매우 기술이 발전되어 있는데 이건 5만년전에 나타난 외계종족이 도움을 받았기 때문이다. Helper로 불렸던 이 종족은 보론이 대량살상무기를 만들어 내자 떠나갔다. 이들은 예전 고대문명종족들중에 한종족이라고 추정된다.

### 파라니드
파라니드인들은 인류관점으로 볼때 매우 사납게 생겼다. 그들의 피부는 매우 두껍고 노란색이며 머리엔 큰 뼈로 된 볏같은 것이 있다. 3개의 눈을 가지고 있으며 입은 두개의 송곳니를 가진 물고기 입처럼 생겼다. 그들은 키와 덩치가 매우 크다. 힘도 매우 쌔기 때문에 어느 종족이라도 1:1로는 이길 수가 없다. 그들은 다중관절로 된 팔을 상대 몸을 감싸 던지는 것을 좋아한다. 그들은 어떤 상황에서도 그들의 체면을 잃지 않는 방향으로 행동하려고 한다. 그들은 언제나 자신의 출현을 과장해서 드러내려고 하고, 이 때문에 가끔 주변종족의 비웃음을 사기도 한다. 이런 행동은 다른 파라니드인들에게는 깊은 인상을 주지만 다른 종족에겐 효과가 없다. 그들은 3개나 3의 배수의 눈을 갖지 않은 모든 생물체를 부정한 것라고 생각한다. 그들은 철저한 세습계급의 적용을 받는다. 황제가 수도 파라니드 프라임에서 파라니드종족을 이끌고 있고 각각 섹터에 왕이 지배를 하고 있다.

### 스플릿
이들은 인간처럼 생겼지만 남성은 1.82m정도의 신장을, 여성은 그보다 더 크고 호리호리하다. 그들의 얼굴은 옅은 녹색빛을 띄고 있고 밝고 푸른색인 눈이 평평한 얼굴에 있다. 입은 항상 아래로 쳐져 있으며, 이들은 파라니드종족을 제외하고 각 힘이 쎄다. 스플릿은 은하계 종족 공동체에서 가장 불친절한 종족이다. 그들은 천성적으로 숨쉬고 사는 생명체에 대한 적개심을 가지고 태어난다. 그들이 존중하는 단 한가지는 더 강력한 힘이다. 그들의 정부는 오랜 세월이 지나도 별로 변한 것이 없다. 황제 Thuruk이 만든 복잡한 세습구조를 가진 봉건정부를 그대로 간직하고 있다.

### 텔라디
텔라디인들은 Ianamus Zura라는 대륙대신 거대한 늪으로 뒤덮인 행성에서 진화하였고 직립보행한 도마뱀처럼 생겼다. 키는 인류의 어린아이정도 되며, 머리엔 모발대신 딱딱한 판으로 이루어져 있다. 이마엔 scale plate라 불리는 것이 있는데 감정상태에 따라 색이 변한다. 걱정스러울땐 옅은 색이다가 화가 나면 어두운색으로 변한다. 텔라디인은 머리를 흔드는 부정의 제스처나 끄덕여서 긍정을 표시하는 몸짓이 없다. 대신 그들의 그들의 아주 작은 귀를 앞뒤로 흔들거나 위아래로 움직인다. 심기가 불편할 땐 손으로 귀 하나를 말아 쥐곤 한다. 그들은 양서류이며, 물 속에서도 살 수 있지만 대다수 텔라디인들이 물 밖에서 생활한다. 그들은 돈에 생각이 밝은 종족이며, 다른 종족들이 기술을 발전하는 것을 노력할 때 그들은 그 기술을 사버리는 게 최선이라고 생각한다. 그렇기 때문에 오늘날 텔라디 정부는 거대한 다국적 기업처럼 조직되어 운영되고 종족의 모든 일원은 주주이며 경영자 투표권이 있다. 실제 정부는 감독기관처럼 운영되며 이 조직의 수장 혹은 회장은 CEO로 불립니다. CEO는 정부의 다른 경영자들에 의해 선출된다.

### 테란
테란인들은 이 우주에서 Old Ones를 제외하고 가장 강한 기술력과 힘을 가진 종족이다. 그들은 매우 다른 종족을 극도로 경계하며, 호전적이지 않다. 아르곤은 이 테란종족의 후예이다. 테란은 주요 5종족과 다른 종족들의 우주 점프게이트 시스템에 연결되어 있지 않으며, 그들이 식민지화 한곳은 그들의 태양계뿐이다. 주요 5종족과 조우한 후엔 테란의 소행성대와 Heretic's End 섹터의 점프게이트가 연결되었지만 지구 태양계는 아직 통행이 금지되어 있고 강력한 테란함대가 태양계를 순찰하고 있다. 그들은 아르곤이 아닌 종족이 지구에 발을 들여 놓을 경우 가차없이 쓸어 버리겠다라는 말을 하였고, 아르곤이 같은 인류라고 해서 테란은 그들과 친하게 지내지도 않고 있다. 테란인들은 그들이 독자적으로 만들어낸 점프게이트를 이용하여 우주식민지를 개척하기 시작했을 때 그들은 테라포머(식민화)계획을 세웠고 매3년마다 함대를 보내었다. 하지만 2115년에 불분명한 정비 업데이트가 테러포밍 함대에 에러를 발생시키면서 모든 것이 변했다. AI는 지구에서 보내는 어떠한 추가 업데이트도 받아들이지 않았고 테라포머 함대들은 그들이 마주치는 외계행성들을 점령하였고 또한 지구 태양계에 침공을 하여 테라포머 전쟁(Terraformer war)이 발발하게 되었다. 종전 쯤에 인류는 작은 함대가 함정을 만들어 테라포머 함대를 우주 저 멀리 끌어 냈고, 그리고 지구로 통하는 게이트를 파괴하였다. 테란인들은 많은 세월이 흘렀고 게이트가 필요없는 점프드라이브를 개발도 하였지만 그들은 테라포머 함대가 다시 되돌아 올까 두려워 새로운 점프게이트를 만들려고 시도도 하지 않았다.

### 제논
제논은 테란인들의 테라포머의 오류업데이트로인해 적대적으로 변한 테라포머들의 후예로 보인다. 그들은 다른 종족과 매우 적대적이며, 많은 종족들과 전쟁을 벌여 왔다. 그들은 스플릿에 아주 가끔 메시지를 보내는 점을 제외하고 행성공동체 종족과 접촉하고 있는 것은 없다.

### 카악
카악은 큰 겹눈을 가지고 있고 곤충의 집같은 공동구조물을 짓는다. 가죽 피질 같은 피부와 날개를 가졌고 파충류의 공격성을 지니고 있다.

## 역사
서기력(아르곤력)
BC. 5,000,000,000년 - Old Ones의 첫 종족 등장.
BC. 3,200,000,000년 - 우주 다른 은하에서 온 종족들이 Old Ones라는 공동체를 형성.
BC. 1,500,000,000년 - Outsiders에 대항한 Great War가 발발.
BC. 1,000,000,000년 - Old Ones가 점프 게이트 시스템 건설 및 은하 지도 작성.
BC. 500,000,000년 - 처음으로 만들어진 완전한 기계적인 종족(Sohnen)이 Old Ones의 회원가입, 그 후 소넨은 Old Ones의 행정 의원이 됨.
BC. 50,000년 - 여러 함선들로 이루어진 하나의 함대가 Boron의 고향행성 방문. 보론(Boron)에 지식을 제공하기 시작했다. 그들은 'Helpers'라고 기록됨.
AD. 1969년 - 테란의 첫 우주진출(달 착륙).
2036년 - 테란, 첫 우주 점프게이트를 지구-화성간 설치 및 실험.
2041년 - 테란, 2037년에 알파 켄타우리(Alpha Centauri)로 출발한 두 번째 점프게이트가 지구게이트와의 고정풀림. 은하계의 무작위한 장소에 연결되기 쉬운 것을 발견, 우주의 수많은 외계 점프게이트 발견. Old Ones, 이 사건으로 테란을 알게됨. 은하의 점프게이트들이 지성체가 살지 않는 많은 항성계로 구성된 미로 모양으로 즉시 재설정. 테란(인류)은 대단히 위험하고 지능적이라고 분류됨.
2066년 - 테란, 테라포머 계획을 세우고 첫 테라포머 함대를 발진.
2099년 - 테란, 테라포머 프로젝트 취소. 더 이상 새로운 함대를 건조하지 않음.
2115년 - 테란, 알파 켄타우리에 두 번째 점프게이트 도착, 성공적으로 지구와 연결. 두 번째 행성인 Taurus는 지구 태양계 밖의 최대 식민지가 됨. 테라포머함대에 여러 가지 소프트웨어 업데이트가 안정성을 무시하고 위험하게 진행됨.
2145년 - 오류를 일으킨 테라포머 함대들이 지구 태양계를 테라포밍하려고 함. 자원채취 및 테란 구조물 부수기 시작, 테란과의 테라포머 전쟁(The Terraformer War) 발발.
2146년 - Nathan R. Gunne함대가 테라포머 주요함대들을 지구태양계밖으로 유인성공, 지구로 통하는 게이트 파괴.
2147년 - Old Ones, 많은 항성계와 많은 종들의 점프 게이트 노선을 닫힌 고리 모양의 루트로 재설정, 아무도 들어 갈 수 없고 나갈 수도 없게됨.
2170년 (0년) - 지구로 돌아가는 유일한 게이트가 파괴되고 지구로 돌아가는 것이 불가능하다는 것이 점점 확실해지자 고립된 인류는 새 시대를 열기 위해 지구에 대한 기록을 모두 삭제하기로 결정. 일부가 이러한 결정에 불만을 가짐.
2184년 (14년) - Taurus로부터 12번의 점프 거리에 있는 Sonra태양계의 거대한 행성 (Four) 발견. 많은 사람들이 그곳으로 이주.
2241년 (71년) - R. Gunne을 기리는 뜻에서, 행성 'Four' (Sonra-4)기 Argon으로 이름이 바뀌었다.
50년 - 보론의 첫 우주진출(위성을 식민지화). 파라니드, 우주여행방법 알게됨.
100년경 - 스플릿 첫 우주진출(위성을 식민지화).
130년 - 아르곤과 파라니드의 조우, 무역협정과 평화협정을 맺음.
160년 ~ 225년 - 아르곤과 제논의 조우. 제논의 무조건공격. 교전은 갈수록 증가되어 아르곤의 거대 스테이션 The Antigone이 파괴됨. 아르곤, 제논에 선전포고.
200년 - 파라니드와 스플릿의 조우. 단기간 전쟁발발. 그 후 무역협정과 군사협정.
230년 - 파라니드는 스플릿의 전쟁피해로 아르곤의 도움을 거절함. 아르곤과 관계악화.
230년 ~ 255년 - 제논 공세 강화. 아르곤 연전연패.
2425년 (255년) ~ 2460년 (290년) - 아르곤의 극적이고 대담한 승리들로 인하여 아르곤이 본 영토 회복. 제논 심우주섹터로 후퇴. 보론, 우주에 더 많은 식민지 건설.
299년 - 스플릿, 보론 본성근처까지 공격하며 추적, 보론 본성으로 공격가려던 함대, 마주치지 않은 종족함대(아르곤)에 공격당함. 아르곤, 스플릿과 조우.
300년 - 아르곤이 제논의 본거지를 찾으려 함대를 발진.
323년 - 아르곤, 보론과 조우, 비밀리에 접촉, 그 후 Foundation Guild 영구동맹 체결.
324년 - 본성의 연락을 기다리던 Argon 함대, 작은 Split 전함의 함대에 공격당함. 아르곤과 보론 동맹체결, Boron Campaign.
336년 - 아르곤-보론 연합함대, 스플릿-파라니드 연합함대를 보론의 모행성에서 몰아냄.
2520년(350년) - 스플릿-파라니드, 아르곤-보론과의 억지 종전. 아르곤, 보론 Foundation Guild 영구동맹 체결.
400년 - 스플릿-파라니드, 아르곤-보론, 평화선언.
413년 - 스플릿-파라니드, Foundation Guild에 대항해 Profit Guild 협약체결.
550년 - 4종족과 텔라디의 조우. Foundation Guild는 텔라디에 대규모 대표단을 보냈으나, 텔라디는 공통통화 쓰기를 거부하여 Foundation Guild 참여 거부. Profit Guild와 무역협정.
2759년 (589년) - Foundation Guild 와 Profit Guild 사이에 극적으로 공통 통화인 Credit화 채택.
2773년 (603년) - Pleasure Station의 대규모 원자력사고, 이 후 모든 종족들은 'Energy Accord'에 서명, 대부분 태양 에너지로 전환.
614년 - 우주의 안보와 합작을 위한 행성간 회담이 처음으로 열림.
700년 - 파라니드(Paranid)가 'Slave'칩을 개발했다.
703년 - 텔라디가 행성 공동체에서 가장 영향력 있는 경제력을 가지게 됨, Sezuras와 Jazuras를 기반으로 한 텔라디의 시간 체계를 사용하도록 함.
2905년 (735년) - 테란, TF/Xenon의 함선이 지구 태양계에 침입. 테란은 TF/Xenon 함선의 점프드라이브 연구함.
736년 - 파라니드가 'Super Slave' 칩을 비밀리에 개발, 불안전한 부작용으로 사용금지. 하지만 생산은 금지하지 않아 널리 쓰이게 됨.
2912년 (742년) - 테란, Kyle Willam Brennan 대위가 게이트가 필요로 하지 않는 점프드라이브를 실험하던 도중 X-Universe에 고립.
2934년 (764년) - Khaak이 X-Universe를 공격하기 시작과 점점 공격이 늘어남. 이 후 Omicron Lyrae 전투가 일어남.
2938년 (768년) - 주요 5종족과 테란의 조우(Terran Conflict).